# شون كريستيان
شون كريستيان (بالإنجليزية: Shawn Christian)‏ هو عارض وممثل أمريكي، ولد في 18 ديسمبر 1965 في الولايات المتحدة.

## أعمال

### مسلسلات
- بيفرلي هيلز 90210
- خطوة بخطوة
- التحقيق في موقع الجريمة
- ميامي
- نيويورك
- شبح هامس

## وصلات خارجية
- شون كريستيان على موقع IMDb (الإنجليزية)
- شون كريستيان على موقع ألو سيني (الفرنسية)
- شون كريستيان على موقع أول موفي (الإنجليزية)
- شون كريستيان على موقع قاعدة بيانات الأفلام السويدية (السويدية)
- شون كريستيان على موقع قاعدة بيانات الفيلم (الإنجليزية)
- شون كريستيان على موقع كينوبويسك (الروسية)